# Halmgropspindel
Halmgropspindel (Microctenonyx subitaneus) är en spindelart som först beskrevs av O. Pickard-Cambridge 1875.  Halmgropspindel ingår i släktet Microctenonyx och familjen täckvävarspindlar. Arten är reproducerande i Sverige. Inga underarter finns listade i Catalogue of Life.